# مسجد مانونجايا
مسجد مانونجايا هو واحد من أقدم المساجد في تاسيكمالايا، مسجد مانونجايا الكبير بني في عام 1837، وأصبح المسجد فخر تاسيكمالايا التي تقع في جاوة الغربية، يقع المسجد في قرية مانونجايا في منطقة تاسيكمالايا، بالإضافة إلى العمر الطويل الذي يمتلكه المسجد الا ان لديه خصائص من حيث هندسته المعمارية، وقد وضعت الحكومة مسجد مانونجايا التي تبلغ مساحتها 1,250 متر مربع في قائمة المناطق والمباني التراثية، وصدر مرسوم من قبل الحكومة في قانون الآثار وعلم الآثار مرجعيته في الأول من شهر أيلول من عام 1975 .

## التاريخ
المسجد هو جزء لا يتجزأ من تاريخ تاسيكمالايا، شيد مسجد مانونجايا الكبير تقريبا في عام 1834 .

## العمارة
من حيث الهندسة المعمارية يعتبر مسجد مانونجايا الكبير من المساجد الكلاسيكية الجديدة، مع وجود خصوصيات المباني في أوروبا فيه، الهندسة المعمارية في المسجد تجمع بين التصميم الأوروبي مع العمارة التقليدية وعمارة جاوة، استخدام في بناء المسجد الطوب، في المسجد هناك 51 عمود من إجمالي 61 قطب قائمة بأقطار بين 50 سم و 80 سم، أمام المسجد توجد مأذنتين وكلاهما تقعان في المدخل الرئيسي الذي يواجه مباشرة ساحة مانونجايا، يشكل اللون الأبيض لون بناء المسجد مع سقف اخضر، المساحة الكلية للأرض تبلغ حوالي 6,159 متر مربع .

## الزلزال
وقع زلزال يوم الأربعاءالثاني من شهر سبتمبر عام 2009، دمر المسجد التاريخ الذي يعود تاريخه إلى عام 1832، الجزء الأمامي من المسجد انهار على الفور، وأصبخت الأخشاب التي تدعم سقف المسجد متناثرة، لحسن الحظ في ذلك الوقت لم يكن هناك أحد في المسجد، وحتى الآن إعادة تأهيل الجامع الكبير لا يزال معلقا .